# Каварна (община)
Кава́рна (болг. Община Каварна) — община в Болгарии. Входит в состав Добричской области. Население составляет 16 640 человек (на 16 июня 2008 года).
Административный центр общины в городе Каварна. Кмет (мэр) общины — Елена Балтаджиева.
Община расположена на севере черноморского побережья Болгарии.

## Состав общины
В состав общины входят следующие населённые пункты:
1. Белгун
2. Било
3. Божурец
4. Болгарево
5. Видно
6. Вранино
7. Иречек
8. Каварна
9. Камен-Бряг
10. Крупен
11. Могилиште
12. Нейково
13. Поручик-Чунчево
14. Раковски
15. Свети-Никола
16. Селце
17. Септемврийци
18. Топола
19. Травник
20. Хаджи-Димитр
21. Челопечене